# 被差別民
被差別民（ひさべつみん）とは、その所属する社会や共同体から享受されるべき利益を不当に制限されている集団を指す。
古来、被差別民は世界の至るところに存在した。人種差別と類似する点もあるが、被差別民は同一社会の中で、多数者から出自・経歴・職業・信仰等によって差別を受ける少数集団であることから趣を異にする。歴史的背景を反映して各国特有の被差別民が存在するが、インドのカースト制における不可触民やカーストシステムそのものから排除された形で共同体を形成する部族民、日本の被差別部落民、イスラームのズィンミー等がある。
現代社会においては、被差別民が存在することの不合理性を糾弾する声が多数を占め、たいていの国家の政府がその根絶をうたっているが、人間が本来持っている嫉妬・羨望といった醜い感情や、社会、共同体の中で序列構造を作り、自らをその中に位置づけようとする心理が差別意識に大きく関与していることから、その問題克服にまで至っていない。